# East Germantown
East Germantown è un comune degli Stati Uniti d'America, situato nello Stato dell'Indiana, nella contea di Wayne.